# Hexacosan-1-ol
L'hexacosan-1-ol alcohol gras saturat amb una llargada de la cadena de carboni de 26. És un sòlid blanc cerós a la temperatura d'una habitació. És soluble en cloroform i insoluble en aigua. Es presenta de manera natural en la cera epicuticular i la cutícula vegetal de moltes espècies de plantes.